# Église des Saints-Anges-Gardiens d'Otlica
L'église des Saints-Anges-Gardiens (slovène : cerkev sv. Angelov varuhov), ou simplement des Anges-Gardiens, est un édifice religieux catholique situé à Otlica (sl) (commune d'Ajdovščina), en Slovénie.

## Histoire
L'édifice date du XVIIIe siècle.

## Structure
D'un aspect totalement blanc, son clocher à la toiture rouge est désaxé sur la gauche. La façade principale est percée de deux niches de part et d'autre de la fenêtre centrale. L'entrée est surmontée de l'inscription « 1892 Angeli varuhi varujte nas 1992 » (en français : Anges gardiens, veuillez sur nous).